# Prenocephale
Prenocephale is een geslacht van kleine uitgestorven plantenetende pachycephalosauride dinosauriërs, uit het late Krijt (meer bepaald van het Campanien tot het Maastrichtien) en was op vele punten vergelijkbaar met de nauw verwante Homalocephale, een soort die mogelijkerwijze bestaat uit een jong van Prenocephale. Een volwassen Prenocephale woog waarschijnlijk een veertig kilogram en was ruim twee meter lang. Het geslacht leefde in wat tegenwoordig Mongolië is, toen een hoog liggend woudgebied.

## Vondst en naamgeving
In 1970 en 1971 werden door de Pools-Mongoolse Paleontologische Expeditie opgravingen verricht in de Nemegt. Daarbij werden schedels gevonden van pachycephalosauriërs. Een schedel lag in losse zandsteen in een horizontale positie met een eindje verderop de rechterachterkant van de romp en de staart.
In 1974 benoemden en beschreven Teresa Maryańska en Halszka Osmólska op basis hiervan de typesoort Prenocephale prenes. De geslachtsnaam is afgeleid van het Oudgriekse prenes, 'met hangende kop', en kephalè, 'hoofd', in verwijzing naar het hellende profiel van de schedel. De soortaanduiding betekent ook weer 'met hangende kop'.
Het holotype ZPAL MgD-I/104 is gevonden in een laag van de Nemegtformatie die dateert uit het Campanien-Maastrichtien, ongeveer tweeënzeventig miljoen jaar oud. Het bestaat uit een gedeeltelijk skelet met schedel. Bewaard zijn gebleven: een schedel zonder onderkaken, stukken ruggenwervel, een staartwervel, ten dele in verband liggende verbeende pezen, ribben, een beschadigd linkerdijbeen, en een rechterdijbeen.
Het is meermalen geopperd dat Homalocephale een jong zou zijn, en daarmee een jonger synoniem, van Prenocephale.
De taxonomische situatie van het geslacht Prenocephale is zeer gecompliceerd geraakt doordat Robert Sullivan verschillende Noord-Amerikaanse soorten bij het genus heeft ondergebracht. In 2000 hernoemde hij Stegoceras breve Lambe 1918, gebaseerd op holotype CMN 1423, het schedeldak van een jong dier, in een Prenocephale brevis. Achttien andere schedeldaken wees hij aan de soort toe of vergeleek ze als een cf. Prenocephale brevis. Hetzelfde jaar hernoemde hij Troodon edmontonensis Brown & Schlaikjer 1943, gebaseerd op specimen CMN 8830, het schedeldak van een volwassen dier, in een Prenocephale edmontonensis. Vijf andere schedeldaken werden aan de soort toegewezen. In 2003 hernoemde hij Sphaerotholus goodwini Williamson & Carr 2002 in een Prenocephale goodwini en stelde hij Sphaerotholus buchholtzae Williamson & Carr 2002 aan Prenocephale edmontonensis gelijk. Tegenwoordig zijn veel andere onderzoekers het ermee eens dat al dit materiaal niet bij Stegoceras thuishoort maar betwijfelen het verband met de Aziatische Prenocephale. Er bestaat sterk de neiging ze als soorten van Sphaerotholus te beschouwen en ze werden in 2010 door Nicholas Longrich ook als zodanig benoemd. In 2016 werd Stegoceras breve een apart geslacht Foraminacephale.
In 2010 hernoemde Gregory S. Paul de typesoort in een Stegoceras prenes maar dit is niet door andere onderzoekers gevolgd.
In de late morgen van 28 augustus 1994 vond Mahito Watabe tijdens een Japans-Mongoolse expeditie gefinancierd door het Hayashibaramuseum een schedeldak, specimen MPC-D 100/1206, bij de Tsaagan Chusjuu. In 2000 werd door de expeditie een squamosum gemeld, specimen MPC-D 100/1205, gevonden bij de Guriliin Tsav. Op 30 augustus 2008 vond Lee Yuong-Nam tijdens een Koreaans-Mongoolse expeditie een schedeldak, specimen MPC-D 100/1207 bij de Bügiin Tsav. In 2017 werden deze drie specimina toegewezen: de eerste aan Prenocephale prenes, de tweede aan een Prenocephale sp., de derde aan een cf. Prenocephale. De verschillende schedels zijn van wat kleinere tot wat grotere dieren. Ze behouden ondanks het mogelijke verschil in leeftijd hetzelfde patroon van kopversieringen. In 2017 werd dat gezien als een argument tegen de hypothese dat Homalocephale het jong van Prenocephale zou zijn.

## Beschrijving

### Grootte, algemene bouw en onderscheidende kenmerken

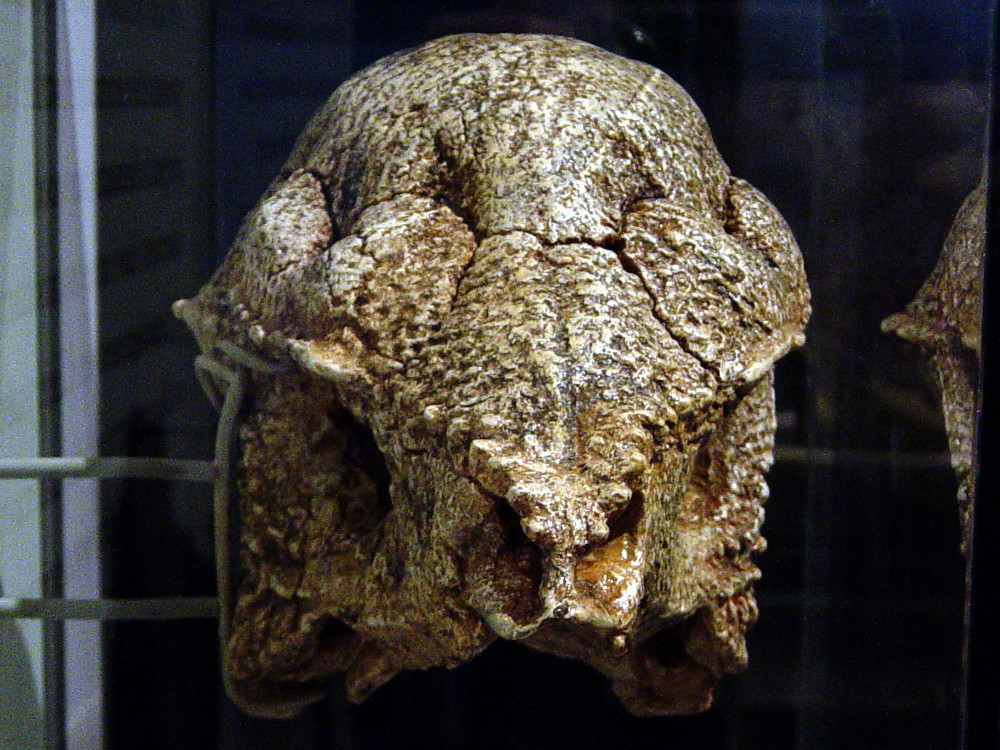
Vooraanzicht van een model van de schedel

Prenocephale prenes is een middelgrote pachycepahlosauriër. Paul schatte in 2010 de lichaamslengte op 2,2 meter, het gewicht op veertig kilogram.
Zoals sommige andere pachicephalosauriden, is Prenocephale voornamelijk bekend van de schedel terwijl de botten van de romp en ledematen slechts gedeeltelijk gevonden zijn. Vanwege dit feit tonen reconstructies Prenocephale meestal met het basale lichaamsplan van alle andere Pachycephalosauria: een stevig lichaam met een korte, dikke nek, korte voorpoten en lange achterpoten.

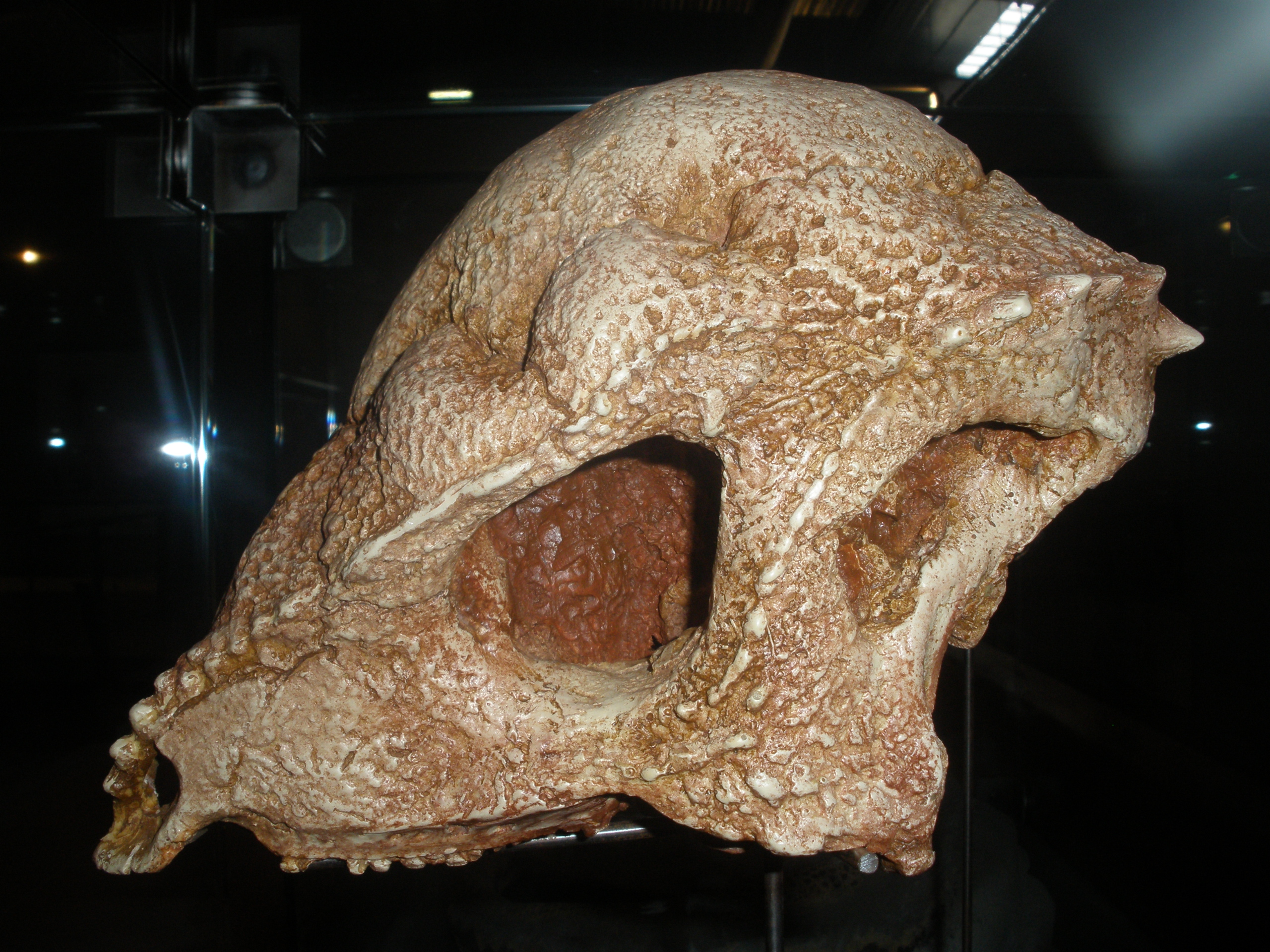
Zijaanzicht van een model van de schedel

De oorspronkelijke diagnose uit 1974 is naar huidige maatstaven erg ontoereikend omdat er veel kenmerken in staan die voor alle pachycephalosauriërs typisch zijn of die achteraf ook bij andere soorten werden aangetroffen. In 2000 gaf Sullivan een moderne lijst van onderscheidende kenmerken voor Prenocephale prenes. De bulten op het squamosum zijn matig ontwikkeld. Op de achterzijde van het squamosum staan vier tot vijf bulten op een rij terwijl op het wandbeen de bulten ontbreken. Er bevindt zich een uitstekende bult op de achterhoek. De rij bulten maakt een lage hoek met het horizontale vlak, ongeveer vijftien tot twintig graden. De middelste bulten zijn beperkt tot het squamosum. De buitenste elementen van het schedeldak zijn niet met de koepel versmolten maar staan abrupt en licht verheven af. De koepel is sterk ontwikkeld. De wandbeenderen duiken achteraan niet sterk tussen de squamosa omlaag.

### Skelet
Het hoofd van Prenocephale, met een lengte van 218 millimeter bij het holotype, is vergelijkbaar met dat van Stegoceras, hoewel zijn bovenste slaapvensters, de fenestrae supratemporales, gesloten zijn, een afgeleid kenmerk. De fenestrae zijn nog wel zichtbaar als een vage uitholling. De welving van het schedeldak is vooral vooraan zeer steil, achteraan meer geleidelijk; een echt squamosaal plateau ontbreekt. Zijdelings maken het postorbitale en de twee supraobitalia deel uit van de welving. Ze zijn echter nog wel duidelijk gescheiden, met ten dele diepe putten in de beennaden. Het prefrontale maakt geen deel uit van de koepel maar is wel verdikt.
De schedel loopt wat spits naar voren uit in een korte, nauwe, lage snuit. De praemaxilla heeft een vrij lange tak tussen het neusbeen en het bovenkaaksbeen die elkaar echter nog wel raken. Voor die tak bevindt zich een klein, meer verticaal dan horizontaal gericht, neusgat. De oogkas is afgerond met ervoor een kleine fenestra antorbitalis. Het onderste slaapvenster is hoog. Het quadratum buigt bovenaan sterk naar achteren. Het achterhoofd is groot maar de onderkant van de hersenpan is plat samengedrukt met een middelste kloof.
In de praemaxilla, het voorste snuitbot, staan drie lage kegelvormige tanden met een ovale dwarsdoorsnede. De achterste tand is het langst. Zulke tanden worden bij pachycephalosauriërs wel 'hoektandvormig' genoemd naar analogie met de hoektanden van zoogdieren hoewel ze daaraan niet homoloog zijn. Deze tanden hebben lange dikke wortels. De kronen hebben dicht opeengepakte verticale richels waarvan een van de achterste een snijrand is met vele kleine vertandingen, acht per strekkende millimeter. De achterkanten toen duidelijke slijtvlakken, vermoedelijk veroorzaakt door de inwerking van gelijksoortige tanden in de voorste onderkaak, die op zichzelf niet gevonden zijn. Tussen de premaxillaire tanden en de tandenrij van het bovenkaaksbeen bevindt zich een diepe inkeping, samenvallend met de grens tussen praemaxilla en maxilla. Hierin paste volgens Maryańska & Osmólska een extra grote kegelvormige tand van de onderkaak in. De zeventien maxillaire tanden liggen op een rechte rij die alleen aan het achtereinde wat naar bezijden uitwaaiert. Deze tanden zijn vrij klein en iets naar buiten gekromd. De kroon heeft in het midden een verticale hoofdrichel, met vier lagere richels ervoor en drie nog vlakkere richels erachter, alle uitlopend in vertandingen. De richels aan de binnenzijde zijn hoger dan die aan de buitenzijde. De kroon heeft aan de basis een verdikking, een cingulum. De tandwortels zijn dunner dan de kronen. De kronen zijn vooral achteraan wat afgesleten. Ze overlappen elkaar licht.
Een rij van spitse knobbels loopt van het achterhoofd naar voren over het postorbitale. Daar splitst de rij zich in een rij over de oogkas naar de snuit en een neergaande reeks van kleinere knobbels over de tak van het postorbitale die naar het jukbeen loopt. Op de snuit ligt een rij van zeven knobbels op de zijkant van het neusbeen. Kleinere knobbeltjes bedekken alle buitenwanden van de schedel, met uitzondering van de centrale welving die verruwd is.
Maryańska & Osmólska zagen weinig verschillen met Homalocephale in het postcraniaal skelet. Het heiligbeen telt zes wervels met vrij dunne sacrale ribben. Het heupgewricht wordt intern gesloten door het darmbeen en het zitbeen. De zijuitsteeksels van de voorste staart zijn zeer lang, de typische pachycephalosaurische 'staartkorf' vormend. De voorste twee raken de onderkant van het darmbeen. De verbeende pezen van de staart vormen een dicht omvattend latwerk. Het dijbeen is gebogen en heeft een lengte van 221,5 millimeter. De kop ervan is naar binnen gericht en van boven bezien lang doch aan de onderkant geleidelijk in de schacht overlopend. De vierde trochanter aan de achterzijde van de schacht is licht afhangend.

## Fylogenie
Prenocephale werd in 1974 geplaatst als een lid van de Pachycephalosauria, een grote clade van plantenetende/omnivore dinosauriërs uit het late Krijt. Meer bijzonder werd de soort in de Pachycephalosauridae geplaatst.
Moderne analyses zijn vaak strijdig met elkaar doordat ze verschillen in de vraag of de taxonomie van Sullivan of Longrich gevolgd moet worden.
Een stamboom volgens Longrich, waarin Prenocephale zich op een andere positie bevindt als Sphaerotholus en deel uitmaakt van een klade met andere Aziatische vormen, toont het volgende kladogram:
|  | Stegoceras                                                     |
|  |                                                                |
|  | \| \| Gravitholus \| \| \| \| \| \| Colepiocephale \| \| \| \| |
|  |                                                                |
|  | Gravitholus                                                    |
|  |                                                                |
|  | Colepiocephale                                                 |
|  |                                                                |

|  | Gravitholus    |
|  |                |
|  | Colepiocephale |
|  |                |

|  | S. goodwini                                                       |
|  |                                                                   |
|  | \| \| S. edmontonense \| \| \| \| \| \| S. bucholtzae \| \| \| \| |
|  |                                                                   |
|  | S. edmontonense                                                   |
|  |                                                                   |
|  | S. bucholtzae                                                     |
|  |                                                                   |

|  | S. edmontonense |
|  |                 |
|  | S. bucholtzae   |
|  |                 |

|  | Alaskacephale                                            |
|  |                                                          |
|  | Pachycephalosaurus                                       |
|  |                                                          |
|  | \| \| Stygimoloch \| \| \| \| \| \| Dracorex \| \| \| \| |
|  |                                                          |
|  | Stygimoloch                                              |
|  |                                                          |
|  | Dracorex                                                 |
|  |                                                          |

|  | Stygimoloch |
|  |             |
|  | Dracorex    |
|  |             |

|  | Tylocephale                                                                                   |
|  |                                                                                               |
|  | Prenocephale                                                                                  |
|  |                                                                                               |
|  | \| \| Homalocephale \| \| \| \| \| \| Goyocephale \| \| \| \| \| \| Wannanosaurus \| \| \| \| |
|  |                                                                                               |
|  | Homalocephale                                                                                 |
|  |                                                                                               |
|  | Goyocephale                                                                                   |
|  |                                                                                               |
|  | Wannanosaurus                                                                                 |
|  |                                                                                               |

|  | Homalocephale |
|  |               |
|  | Goyocephale   |
|  |               |
|  | Wannanosaurus |
|  |               |

|  | Alaskacephale                                            |
|  |                                                          |
|  | Pachycephalosaurus                                       |
|  |                                                          |
|  | \| \| Stygimoloch \| \| \| \| \| \| Dracorex \| \| \| \| |
|  |                                                          |
|  | Stygimoloch                                              |
|  |                                                          |
|  | Dracorex                                                 |
|  |                                                          |

|  | Stygimoloch |
|  |             |
|  | Dracorex    |
|  |             |

|  | Tylocephale                                                                                   |
|  |                                                                                               |
|  | Prenocephale                                                                                  |
|  |                                                                                               |
|  | \| \| Homalocephale \| \| \| \| \| \| Goyocephale \| \| \| \| \| \| Wannanosaurus \| \| \| \| |
|  |                                                                                               |
|  | Homalocephale                                                                                 |
|  |                                                                                               |
|  | Goyocephale                                                                                   |
|  |                                                                                               |
|  | Wannanosaurus                                                                                 |
|  |                                                                                               |

|  | Homalocephale |
|  |               |
|  | Goyocephale   |
|  |               |
|  | Wannanosaurus |
|  |               |

|  | S. goodwini                                                       |
|  |                                                                   |
|  | \| \| S. edmontonense \| \| \| \| \| \| S. bucholtzae \| \| \| \| |
|  |                                                                   |
|  | S. edmontonense                                                   |
|  |                                                                   |
|  | S. bucholtzae                                                     |
|  |                                                                   |

|  | S. edmontonense |
|  |                 |
|  | S. bucholtzae   |
|  |                 |

|  | Alaskacephale                                            |
|  |                                                          |
|  | Pachycephalosaurus                                       |
|  |                                                          |
|  | \| \| Stygimoloch \| \| \| \| \| \| Dracorex \| \| \| \| |
|  |                                                          |
|  | Stygimoloch                                              |
|  |                                                          |
|  | Dracorex                                                 |
|  |                                                          |

|  | Stygimoloch |
|  |             |
|  | Dracorex    |
|  |             |

|  | Tylocephale                                                                                   |
|  |                                                                                               |
|  | Prenocephale                                                                                  |
|  |                                                                                               |
|  | \| \| Homalocephale \| \| \| \| \| \| Goyocephale \| \| \| \| \| \| Wannanosaurus \| \| \| \| |
|  |                                                                                               |
|  | Homalocephale                                                                                 |
|  |                                                                                               |
|  | Goyocephale                                                                                   |
|  |                                                                                               |
|  | Wannanosaurus                                                                                 |
|  |                                                                                               |

|  | Homalocephale |
|  |               |
|  | Goyocephale   |
|  |               |
|  | Wannanosaurus |
|  |               |

|  | Alaskacephale                                            |
|  |                                                          |
|  | Pachycephalosaurus                                       |
|  |                                                          |
|  | \| \| Stygimoloch \| \| \| \| \| \| Dracorex \| \| \| \| |
|  |                                                          |
|  | Stygimoloch                                              |
|  |                                                          |
|  | Dracorex                                                 |
|  |                                                          |

|  | Stygimoloch |
|  |             |
|  | Dracorex    |
|  |             |

|  | Tylocephale                                                                                   |
|  |                                                                                               |
|  | Prenocephale                                                                                  |
|  |                                                                                               |
|  | \| \| Homalocephale \| \| \| \| \| \| Goyocephale \| \| \| \| \| \| Wannanosaurus \| \| \| \| |
|  |                                                                                               |
|  | Homalocephale                                                                                 |
|  |                                                                                               |
|  | Goyocephale                                                                                   |
|  |                                                                                               |
|  | Wannanosaurus                                                                                 |
|  |                                                                                               |

|  | Homalocephale |
|  |               |
|  | Goyocephale   |
|  |               |
|  | Wannanosaurus |
|  |               |

|  | Stegoceras                                                     |
|  |                                                                |
|  | \| \| Gravitholus \| \| \| \| \| \| Colepiocephale \| \| \| \| |
|  |                                                                |
|  | Gravitholus                                                    |
|  |                                                                |
|  | Colepiocephale                                                 |
|  |                                                                |

|  | Gravitholus    |
|  |                |
|  | Colepiocephale |
|  |                |

|  | S. goodwini                                                       |
|  |                                                                   |
|  | \| \| S. edmontonense \| \| \| \| \| \| S. bucholtzae \| \| \| \| |
|  |                                                                   |
|  | S. edmontonense                                                   |
|  |                                                                   |
|  | S. bucholtzae                                                     |
|  |                                                                   |

|  | S. edmontonense |
|  |                 |
|  | S. bucholtzae   |
|  |                 |

|  | Alaskacephale                                            |
|  |                                                          |
|  | Pachycephalosaurus                                       |
|  |                                                          |
|  | \| \| Stygimoloch \| \| \| \| \| \| Dracorex \| \| \| \| |
|  |                                                          |
|  | Stygimoloch                                              |
|  |                                                          |
|  | Dracorex                                                 |
|  |                                                          |

|  | Stygimoloch |
|  |             |
|  | Dracorex    |
|  |             |

|  | Tylocephale                                                                                   |
|  |                                                                                               |
|  | Prenocephale                                                                                  |
|  |                                                                                               |
|  | \| \| Homalocephale \| \| \| \| \| \| Goyocephale \| \| \| \| \| \| Wannanosaurus \| \| \| \| |
|  |                                                                                               |
|  | Homalocephale                                                                                 |
|  |                                                                                               |
|  | Goyocephale                                                                                   |
|  |                                                                                               |
|  | Wannanosaurus                                                                                 |
|  |                                                                                               |

|  | Homalocephale |
|  |               |
|  | Goyocephale   |
|  |               |
|  | Wannanosaurus |
|  |               |

|  | Alaskacephale                                            |
|  |                                                          |
|  | Pachycephalosaurus                                       |
|  |                                                          |
|  | \| \| Stygimoloch \| \| \| \| \| \| Dracorex \| \| \| \| |
|  |                                                          |
|  | Stygimoloch                                              |
|  |                                                          |
|  | Dracorex                                                 |
|  |                                                          |

|  | Stygimoloch |
|  |             |
|  | Dracorex    |
|  |             |

|  | Tylocephale                                                                                   |
|  |                                                                                               |
|  | Prenocephale                                                                                  |
|  |                                                                                               |
|  | \| \| Homalocephale \| \| \| \| \| \| Goyocephale \| \| \| \| \| \| Wannanosaurus \| \| \| \| |
|  |                                                                                               |
|  | Homalocephale                                                                                 |
|  |                                                                                               |
|  | Goyocephale                                                                                   |
|  |                                                                                               |
|  | Wannanosaurus                                                                                 |
|  |                                                                                               |

|  | Homalocephale |
|  |               |
|  | Goyocephale   |
|  |               |
|  | Wannanosaurus |
|  |               |

|  | S. goodwini                                                       |
|  |                                                                   |
|  | \| \| S. edmontonense \| \| \| \| \| \| S. bucholtzae \| \| \| \| |
|  |                                                                   |
|  | S. edmontonense                                                   |
|  |                                                                   |
|  | S. bucholtzae                                                     |
|  |                                                                   |

|  | S. edmontonense |
|  |                 |
|  | S. bucholtzae   |
|  |                 |

|  | Alaskacephale                                            |
|  |                                                          |
|  | Pachycephalosaurus                                       |
|  |                                                          |
|  | \| \| Stygimoloch \| \| \| \| \| \| Dracorex \| \| \| \| |
|  |                                                          |
|  | Stygimoloch                                              |
|  |                                                          |
|  | Dracorex                                                 |
|  |                                                          |

|  | Stygimoloch |
|  |             |
|  | Dracorex    |
|  |             |

|  | Tylocephale                                                                                   |
|  |                                                                                               |
|  | Prenocephale                                                                                  |
|  |                                                                                               |
|  | \| \| Homalocephale \| \| \| \| \| \| Goyocephale \| \| \| \| \| \| Wannanosaurus \| \| \| \| |
|  |                                                                                               |
|  | Homalocephale                                                                                 |
|  |                                                                                               |
|  | Goyocephale                                                                                   |
|  |                                                                                               |
|  | Wannanosaurus                                                                                 |
|  |                                                                                               |

|  | Homalocephale |
|  |               |
|  | Goyocephale   |
|  |               |
|  | Wannanosaurus |
|  |               |

|  | Alaskacephale                                            |
|  |                                                          |
|  | Pachycephalosaurus                                       |
|  |                                                          |
|  | \| \| Stygimoloch \| \| \| \| \| \| Dracorex \| \| \| \| |
|  |                                                          |
|  | Stygimoloch                                              |
|  |                                                          |
|  | Dracorex                                                 |
|  |                                                          |

|  | Stygimoloch |
|  |             |
|  | Dracorex    |
|  |             |

|  | Tylocephale                                                                                   |
|  |                                                                                               |
|  | Prenocephale                                                                                  |
|  |                                                                                               |
|  | \| \| Homalocephale \| \| \| \| \| \| Goyocephale \| \| \| \| \| \| Wannanosaurus \| \| \| \| |
|  |                                                                                               |
|  | Homalocephale                                                                                 |
|  |                                                                                               |
|  | Goyocephale                                                                                   |
|  |                                                                                               |
|  | Wannanosaurus                                                                                 |
|  |                                                                                               |

|  | Homalocephale |
|  |               |
|  | Goyocephale   |
|  |               |
|  | Wannanosaurus |
|  |               |

## Voeding

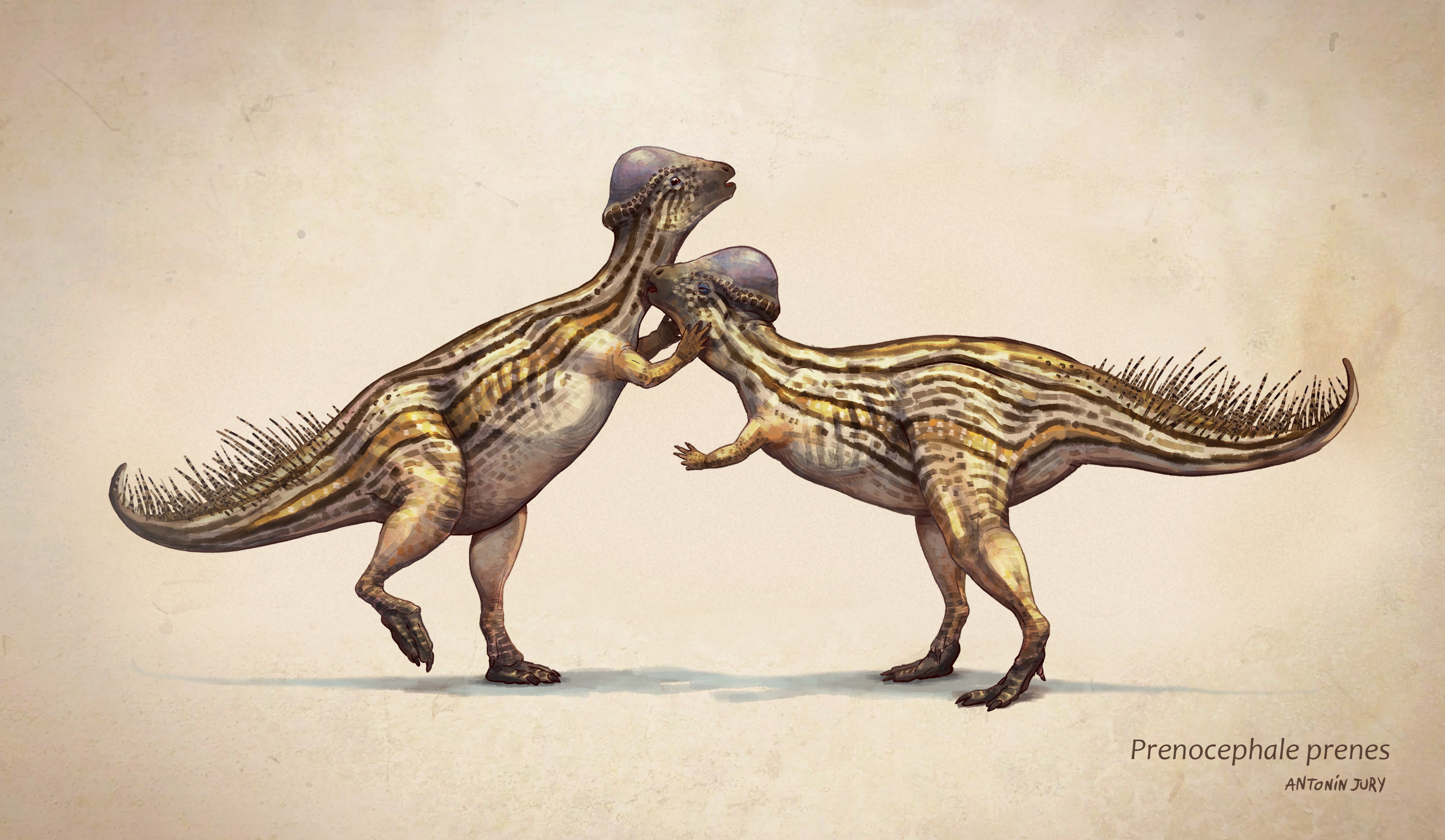
Twee vechtende exemplaren

Prenocephale leefde in een bosgebied met vele waterstromen en een duidelijk nat seizoen. Hij was een mogelijke prooi voor Tarbosaurus.
Zoals bij de meeste van zijn verwanten, weten wetenschappers nog niet wat deze dinosauriërs aten, maar de premaxillaire tanden en de muil zijn niet zo breed als bij de verwante Stegoceras, wat andere voedingsgewoonten kan aanduiden. Sommige wetenschappers menen dat het een omnivoor was, die zowel planten en insecten at, maar de meeste experts stemmen overeen dat Prenocephale bladeren en fruit at.